# Градишћанскохрватски језик
Градишћанскохрватски језик (њем. Burgenlandkroatische Sprache) је регионална варијанта чакавског нарјечја хрватског језика која се говори у Аустрији, Мађарској, Чешкој и Словачкој. Градишћанскохрватски је признат као мањински језик у аустријској савезној покрајини Бургенланд (Градишће) гдје га говори 19.412 становника по званичном извјештају (2001). Многи Градишћански Хрвати у Аустрији живе и у Бечу и Грацу.
Мање хрватске мањине живе и у западној Мађарској, југозападној Словачкој и јужној Чешкој се такође зову Градишћански Хрвати. Оне користе градишћанскохрватски и историјски и културску су повезани са аустријским Хрватима. Представници Градишћанских Хрвата процјењују да је број у све три земље и емиграцији износи 70.000.